# Ciselering
Ciselering er dekorering af en metaloverflade ved slag med en hammer på en punsel. Punslens spids er hærdet og udformet med et mere eller mindre enkelt mønster. Ved slaget drives punslens spids lidt ned i metaloverfladen og afsætter et mærke. Et mere kompliceret mønster kan frembringes ved at kombinere aftryk fra forskellige punsler. Hvis genstanden, der skal ciseleres, er lille, kan den evt. fastholdes i beg. Der anvendes gerne en særlig ciselørhammer, der ligger godt i hånden til dette arbejde. Ciselering anvendes også til at udbedre små fejl og trække konturer op på støbte metalgenstande som f.eks. bronzestatuer.

## Eksterne links
Ciselering, EUC-Lillebælt og Metalindustriens uddannelsesudvalg Arkiveret 24. januar 2022 hos  Wayback Machine